# Bijbank van De Nederlandsche Bank (Nijmegen)
De Bijbank van De Nederlandsche Bank is een voormalig agentschap van De Nederlandsche Bank. Het heeft de status van gemeentelijk monument.

## Voorgeschiedenis
De Bankwet van 1863 verplichtte De Nederlandsche Bank om in Rotterdam een bijbank en in elke provincie ten minste één agentschap te openen. Op 18 mei 1864 besloten directie en commissarissen tot de daadwerkelijke oprichting van de bijbank en twaalf agentschappen. In Nijmegen werd in eerste instantie geen agentschap gevestigd.

## De Nederlandsche Bank
Begin 20ste eeuw lag het financiële hart van Nijmegen in de omgeving van het Mariënburg. Een van de aldaar gevestigde banken was het Agentschap Nijmegen van de Nederlandsche Bank. In 1910 liet deze bank het pand Mariënburg 67 bouwen naar een ontwerp van de bekende Amsterdamse architect Abraham Salm, gebouwd in de stijl van de art nouveau en tegelijk ook leunend op de late Duitse barok, ook wel de Um 1800-stijl genoemd. Het gebouw is het laatste gerealiseerde werk van Abraham Salm. Het beeldhouwwerk is van de hand van G. van Eembergen. Op 7 juli 1911 werd het gebouw in gebruik genomen. Rond 1949 (er bestaat geen consensus over) werd het pand samengevoegd met het naastliggende pand. Op de begane grond zijn de koppen van Mercurius (de Romeinse god van de handel) te zien.

### Tweede Wereldoorlog
Het pand doorstond een ontploffing voor het pand tijdens de Tweede Wereldoorlog dankzij een betonconstructie aangelegd voor brandveiligheid.

## Gelderse Spaarbank Nijmegen
In 1954 betrok de Spaarbank het gebouw, waarna het Rijkswapen in de geveltop werd vervangen door een bij-en-honingraatmotief (symbool van de spaarbank).
In 1969 fuseerde de Gelderse Spaarbank Nijmegen met de Nutsspaarbank Nijmegen tot de BdB Bank Nijmegen, die weer in 1973 opging in de Gelders-Utrechtse Bank, die in 1987 onderdeel werd van de nieuwe Samenwerkende Nederlandse Spaarbanken (SNS Bank), thans De Volksbank. In 1999 sloot de bank haar deuren, waarna zij een kantoorgebouw werd.
Het pand wordt thans gebruikt door een uitgever.
Inmiddels zijn er appartementen gevestigd in dit gebouw. 
Vanaf mei 2023 is er een brouwerij, genaamd Florijn, in het pand gevestigd.